# Kalabrisches Eichhörnchen
Das Kalabrische Eichhörnchen (Sciurus meridionalis) ist eine Hörnchenart aus der Gattung der Eichhörnchen (Sciurus). Es ist in Süditalien in der Region Kalabrien verbreitet und wurde erstmals 1907 durch den italienischen Naturwissenschaftler Armando Lucifero beschrieben, später jedoch dem Eurasischen Eichhörnchen (S. vulgaris) zugeschrieben. Anfang 2017 wurde es durch eine italienische Arbeitsgruppe neu beschrieben und wieder in den Artstatus erhoben.

## Merkmale

### Allgemeine Merkmale
Das Kalabrische Eichhörnchen ist ein mittelgroßes Baumhörnchen und ist etwas größer als das Eurasische Eichhörnchen (S. vulgaris). Die Hinterfußlänge beträgt 56 bis 66 Millimeter und das Gewicht liegt zwischen 280 und 530 Gramm. Es wiegt damit in der Regel etwa 35 % mehr als Individuen von S. vulgaris aus Norditalien. Die Hinterfußlänge ist ebenfalls signifikant größer als die von S. vulgaris. Die Tiere weisen keinen ausgeprägten Sexualdimorphismus in Größe und Färbung auf, allerdings sind die Weibchen in der Regel etwas schwerer.
Die Rückenfärbung, die Körperseiten, der Schwanz und auch die Füße, Fußballen und Klauen sind schwarz. Die Bauchseite ist weiß von oberhalb der Genitalregion bis in den Bereich zwischen den Vorderbeinen. Zwischen dem weißen Bauchbereich und den schwarzen Körperseiten ist häufig eine eisengraue Linie vorhanden. Es sind auch keine größeren saisonalen Farbunterschiede bekannt. Das Sommerfell und auch das Fell während der Übergangszeit zum Winter weist häufig einige dunkelbraune Bereiche am Kopf, um die Augen und auf dem Rücken auf. Die Unterwolle ist generell mattschwarz oder eisengrau, seltener braun. Die Tiere besitzen je vier Tuberkel an der Zehenbasis der Hinterfüße und an den Vorderfüßen jeweils fünf Tuberkel.
Die Weibchen besitzen acht Zitzen in vier Paaren, davon je ein Paar pectoral, eines inguinal und zwei abdominal.

### Merkmale des Schädels und des Skeletts
Der Schädel von S. meridionalis ist größer als der von S. vulgaris aus anderen Regionen Italiens, wobei sowohl die Schädellänge wie auch die Schädelbreite ebenso wie die Länge des Unterkiefers signifikant größer sind. Der Lectotyp, der vom Erstbeschreiber bei Petilia Policastro gefangen wurde, wies eine Schädellänge von 51,9 Millimeter und eine maximale Breite im Bereich der Jochbögen von 34,3 Millimeter auf. Die Länge der Nasenbeine beträgt 17,3 Millimeter. Die maxillare Zahnreihe ist 10,0 Millimeter lang mit einem Diastema von 13,3 Millimeter, die Länge des Unterkiefers beträgt 32,5 Millimeter.

### Genetische Merkmale
Neben den morphologischen Unterschieden unterstützen vor allem genetische Unterschiede die Abgrenzung von S. meridionalis als eigenständige Art gegenüber S. vulgaris. Nachgewiesen sind diese Unterschiede anhand von drei verschiedenen mitochondrialen Markern (D-Loop, Cytochrom b und die DNA-Barcoding-Region des Gens der Untereinheit I der Cytochrom c Oxidase COI) sowie weiteren Untersuchungen.

## Verbreitungsgebiete

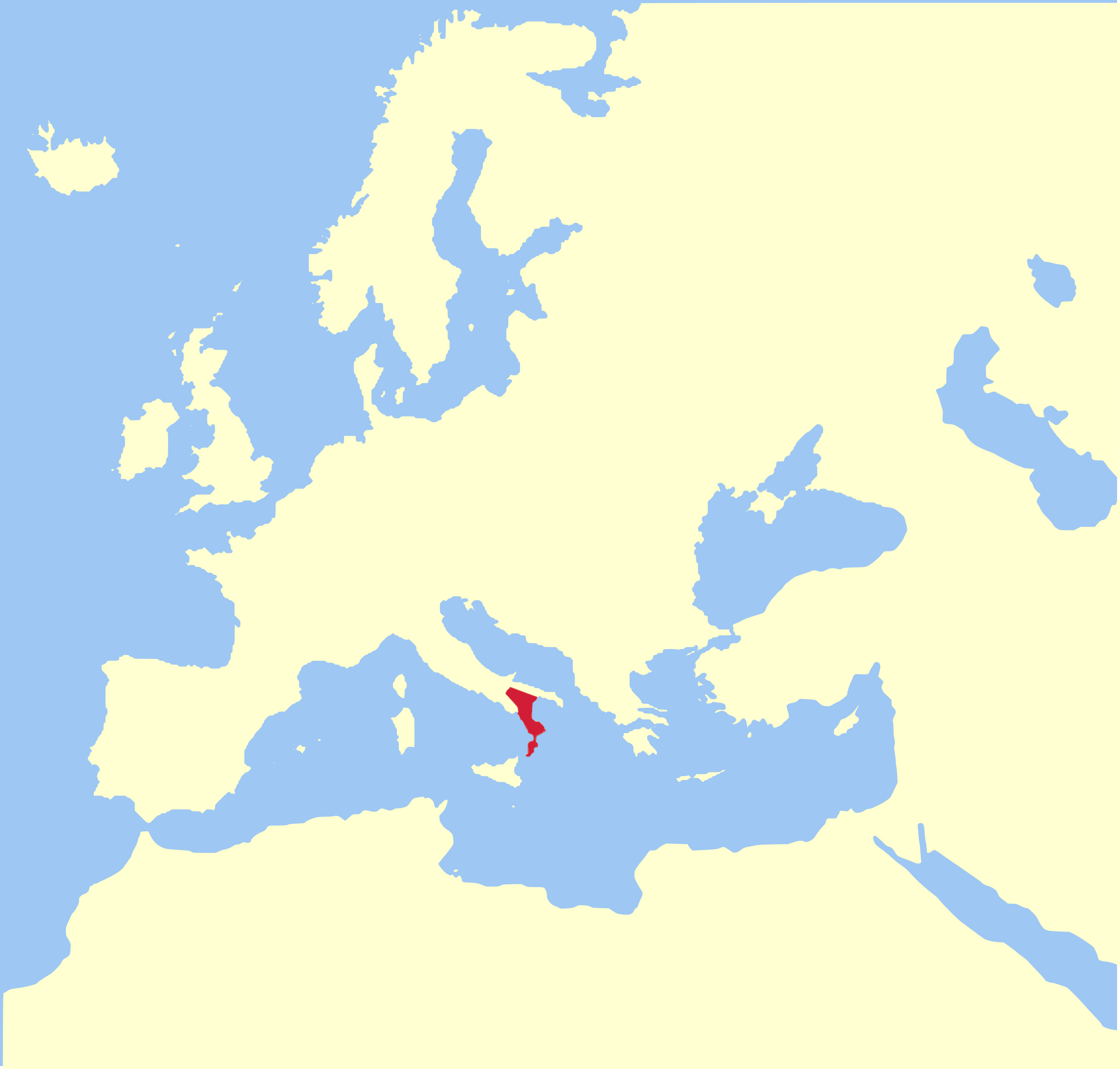
Verbreitungsgebiet von Sciurus meridionalis

Das Kalabrische Eichhörnchen kommt als endemische Art in den Bergregionen in Kalabrien in Süditalien, wobei sich die Verbreitungsgebiete nicht mit denen des Eurasischen Eichhörnchens (S. vulgaris) überschneiden. Die Region ist biogeographisch von anderen Regionen Italiens seit Beginn des Quartär durch mehrere Hebungszonen abgegrenzt und isoliert, aus denen sich drei bis vier Haupterhebungen ergeben. Sciurus meridionalis lebt im nördlichen Massiv des Pollino, im Massiv des Aspromonte und im Sila, im Massiv des Serre ist die Art bislang nicht nachgewiesen.

## Lebensweise und Ökologie
Wie andere Baumhörnchen ist auch das Kalabrische Eichhörnchen tagaktiv und baumlebend. Es entspricht darin im Wesentlichen dem Eurasischen Eichhörnchen. Die Art bevorzugt waldreiche und durch Nadelbäume dominierte Gebiete. Bei Erhebungen im Sila konnte festgestellt werden, dass die Mehrheit der Nester (Kobel) in etwa 60 bis 70 % der Baumhöhe gebaut wurden, wobei Kiefern und Eichen die bevorzugten Bäume waren. Dabei konnten durchschnittlich 2,75 Nester pro Hektar in Beständen der Korsischen Schwarzkiefer (Pinus nigra subsp. laricio), 2,85 Nester pro Hektar in birken-dominierten Wäldern und 2,0 Nester pro Hektar in Kastanienwäldern gefunden werden, worauf eine Bestandsdichte in den entsprechenden Wäldern von durchschnittlich 0.44 bis 0.61 Eichhörnchen pro Hektar abgeschätzt wurde. Dabei wird die Dichte stark durch die Baumdichte und den Abstand der nächsten Kiefernwälder sowie die Verfügbarkeit von Kiefernzapfen als Hauptnahrungsquelle beeinflusst. Fragmentation der Lebensräume hat einen Effekt auf die Bestandszahlen, kleinräumige Waldbereiche schließen das Vorkommen der Tiere allerdings nicht aus.

## Systematik
Sciurus meridionalis wird der Gattung der Eichhörnchen (Sciurus) eingeordnet, die aus fast 30 Arten besteht. Es wurde als eigenständige Art erstmals 1907 durch den italienischen Naturwissenschaftler Armando Lucifero beschrieben, später jedoch dem Eurasischen Eichhörnchen (S. vulgaris) als Unterart zugeschrieben oder teilweise nicht als eigene Unterart betrachtet.
2013 wurde Sciurus meridionalis in einer Liste der Säugetiere Italiens bereits als eigene Art aufgenommen, obwohl es bis dahin generell als Unterart von Sciurus vulgaris betrachtet wurde. Eine Arbeitsgruppe um Giovanni Amori wies 2014 signifikante Unterschiede in den Schädelabmessungen kalabrischer Hörnchen nach, bereits 2009 konnten Andrea Grill und Kollegen anhand von Untersuchungen der mitochondrialen DNA nachweisen, dass die damals als S. v. meridionalis eingeordneten Tiere in Kalabrien isoliert leben und sich nach der Eiszeit nicht wieder mit den nord- und zentralitalienischen Tieren vermischt haben. Anfang 2017 wurde Sciurus meridionalis durch Lucas A. Wauters und Kollegen aufgrund dieser Ergebnisse und weiterer Betrachtungen zur Biogeographie wieder in den Artstatus erhoben.

## Status, Bedrohung und Schutz
Bislang gibt es keine Angaben zur Populationsgröße des Kalabrischen Eichhörnchens und die Art ist nicht in Gefährdungslisten wie die Roten Listen der IUCN aufgenommen (Stand Juni 2017). Es wird angenommen, dass die Population stabil ist und teilweise das Verbreitungsgebiet ausweitet. Trotz des begrenzten Verbreitungsgebietes als Endemit in einer Region von maximal etwa 7000 km2 gehen die Autoren der Neubeschreibung davon aus, dass die Art nicht gefährdet ist. Sie weisen jedoch ebenfalls darauf hin, dass die Ausbreitung der eingeführten Finlayson-Hörnchen (Callosciurus finlaysonii) in Regionen nahe dem Verbreitungsgebiet von Sciurus meridionalis eine potenzielle zukünftige Gefährdung darstellen könnte.

## Belege
1. 1 2 3 4 5 6 7 8 9 10 11 12  Lucas A. Wauters, Giovanni Amori, Gaetano Aloise, Spartaco Gippoliti, Paolo Agnelli, Andrea Galimberti, Maurizio Casiraghi, Damiano Preatoni, Adriano Martinoli: New endemic mammal species for Europe: Sciurus meridionalis (Rodentia, Sciuridae). Hystrix, the Italian Journal of Mammalogy 28, 1. doi:10.4404/hystrix-28.1-12015
2. 1 2 3  Giovanni Amori, Gaetano Aloise, Luca Luiselli: Modern analyses on an historical data set: skull morphology of Italian red squirrel populations. ZooKeys 368, 2014; S. 79–89 doi:10.3897/zookeys.368.4691
3. 1 2  Peter W.W. Lurz, John Gurnell, Louise Magris: Sciurus vulgaris. Mammalian Species 769, 2005; S. 1–10. (Volltext (Memento des Originals vom 10. Mai 2015 im Internet Archive)  Info: Der Archivlink wurde automatisch eingesetzt und noch nicht geprüft. Bitte prüfe Original- und Archivlink gemäß Anleitung und entferne dann diesen Hinweis.)
4. ↑  Mara Cagnin, Gaetano Aloise, Fabiola Fiore, Vincenzo Oriolo & Luc A. Wauters: Habitat use and population density of the red squirrel, Sciurus vulgaris meridionalis, in the Sila Grande mountain range (Calabria, South Italy). Italian Journal of Zoology 67 (1), 2000; S. 81–87. doi:10.1080/11250000009356299
5. 1 2  P.C. Rima, M. Cagnin, G. Aloise, D. Preatoni, L. A. Wauters: Scale‐dependent environmental variables affecting red squirrel (Sciurus vulgaris meridionalis) distribution. Italian Journal of Zoology 77 (1), 2010; S. 81–87. doi:10.1080/11250000009356299
6. 1 2  Eurasian Red Squirrel – Sciurus vulgaris. In: Don E. Wilson, T.E. Lacher, Jr., Russell A. Mittermeier (Hrsg.): Handbook of the Mammals of the World: Lagomorphs and Rodents 1. (HMW, Band 6), Lynx Edicions, Barcelona 2016; S. 740–741. ISBN 978-84-941892-3-4.
7. ↑  Richard W. Thorington Jr., John L. Koprowski, Michael A. Steele: Squirrels of the World. Johns Hopkins University Press, Baltimore MD 2012, ISBN 978-1-4214-0469-1, S. 73–76.
8. ↑  Spartica Gippoliti: Checklist delle specie dei mammiferi italiani (esclusi Mysticeti e Odontoceti): contributo per la conservazione della biodiversità. Bolletino del Museo Civico di Storia Naturasle di Verona (Botanica e Zoologia) 37, 2013: S. 7–28. (Volltext).
9. ↑  Andrea Grill, Giovanni Amori, Gaetano Aloise, Irene Lisi, Guido Tosi, Lucas A. Wauters, Ettore Randi: Molecular phylogeography of European Sciurus vulgaris: refuge within refugia? Molecular Ecology 18, 2009; S. 2687–2699 doi:10.1111/j.1365-294X.2009.04215.x